# 北村悠
北村 悠（きたむら ゆう、1985年8月9日 - ）は、栃木県小山市出身の日本の俳優・歌手。

## 人物・来歴
小山市立小山城東小学校を経て、小山市立小山第三中学校卒業。
第13回ジュノン・スーパーボーイ・コンテストで最終選考会出場を果たし、4人組ダンスユニットFLAMEを結成して活動した。
俳優の石黒英雄は、同じ中学校出身でジュノン・スーパーボーイ・コンテストを経て芸能界デビューした後輩にあたる。
- 2001年 - 2010年、FLAMEのメンバーとして活動。
- 2013年3月からは元FLAMEメンバーとトークボーカルユニットEMALFを結成し活動。
- 2015年、小山ふるさと評定大使に任命[1]。
- 2015年12月、EMALF活動休止[2]。
- 2016年1月から、ソロで俳優業や、自身のイベント「KM★TV」のイベントを毎月行った。
- 2017年1月1日、所属事務所が業務休止になりフリーで活動[3]。
- 2017年6月1日、「ミューズエンタープライズ」に所属し、俳優業の他に、ムラサキスポーツのWebモデルや、自身がMCを務めるイベント「U’s collection」の主催を行った。

## 出演

### テレビドラマ
- 中学生日記（2003年5月、NHK）
- ライオン先生（2003年10月、日本テレビ） - 安藤修司 役
- Deep Love 〜ホスト〜（2005年1月、テレビ東京） - 義之 役
- スターライト（2005年10月、テレビ東京） - 松園紘太 役
- ハンチョウ〜神南署安積班〜 第2シリーズ 第2話（2010年1月18日、TBS）

### バラエティ
- 大改造!!劇的ビフォーアフター
- お試しかっ! Aniコレ
- 世界の子供がSOS!THE★仕事人バンク マチャアキJAPAN
- H.I.S. presents テリー伊藤の世界のタビセツ

### 映画
- 棒たおし!（2003年）
- ちゃんこ（2005年） - 片岡富雄 役
- TWILIGHT FILE VI「Wednesday 〜アナザーワールド〜」（2009年7月ミライ、脚本・監督:東真司） - 風間亮 役（主演）
- PRECIOUS STONE（2013年9月）

### イベント
- KM★TVイベント（2014年1月、東京） - 自身のレギュラー番組「KM★TV」の初イベント。
- KM★TV〜春レク〜（2014年4月、東京）
- KM★TV〜8っぱり9るよね〜（2014年8月、東京）
- KM★TV〜大人の修学旅行Say?Go!（2014年10月、長野）
- KM★TVの大冒険〜ホワイトデイ♡S・A・Y?〜（2015年3月、東京）

### 舞台
- メモリーズ2〜セカンド・オファー（2007年、ケイダッシュステージ）
- BLAM!!! Vol.2「Re-miniscence」（2010年10月7日 - 11日、シアターグリーン　BIG TREE THEATER）
- BLAM!!! Vol.3「テガミ」（2011年1月、萬劇場）
- A-LIGHT PRODUCE PERFORMANCE「大江戸に降る雪」（2011年2月、池袋ターグリーン）
- 劇団たいしゅう小説家Presen's「CRASH　POTION 〜コーポ・ゴーストの秘密〜」（2011年3月 - 4月、MAKOTOシアター銀座）
- 劇団たいしゅう小説家企画ユニット「COMEDY TRAIN」MINI PLAY「『サダオのサダメ』〜ベイビードンクライ〜」（2011年4月29日 - 5月5日、萬劇場）
- BLAM!!! vol.4「VAMPIRE HUNTER」（2011年6月22日 - 26日、笹塚ファクトリー）
- ルドビコ☆Vol.7「八犬伝〜疾風異聞録〜」（2011年9月16日 - 25日、原宿クエストホール）犬川荘助義任 役
- PRECIOUS STONE（2011年12月6日 - 11日、萬劇場）
- 劇団三年物語シーズンII 最終公演「『ロボット』遙か彼方の未来の記憶」（2012年2月16日 - 19日、シアターサンモール）
- ハロー、イエスタデイ（2012年3月14日 - 18日、全労済ホール スペース・ゼロ）
- SAMURAI挽歌2012〜房州幕末編〜（2012年4月18日 - 24日、紀伊國屋ホール）
- A☆ct Stage「桃太郎外伝〜ライズアップヒーロー〜」（2012年5月22日 - 27日、武蔵野芸能劇場）
- Infinite「イケメン金融工学」（2012年7月25日 - 29日、SPACE107）
- Stylish shine!!Vol.1『テガミ』（2012年9月12日 - 17日、池袋シアターグリーンbig tree theater）
- 人狼ゲーム（2012年12月5日、CBGKシブゲキ!!）
- ぶっ壊したい世界（2013年3月13日 - 20日、青山円形劇場）
- 人狼ゲーム（2013年2月3日、東京芸術劇場シアターウエスト）
- レプリカ（2013年6月20 - 23日、シアターサンモール）
- EMALF×劇団TEAM ODAC「フューチャーブラザーズ」（2013年9月4日 - 8日、中野ザ・ポケット） - 間河類 役
- BLACK10（2014年2月5日 - 9日、全労済ホール スペース・ゼロ） - 母里友和 役
- あなたに贈るキス2（2014年7月9日 - 13日、六本木俳優座劇場）
- デバッグトレジャー（2014年10月2日 - 5日、新宿村LIVE）
- 語!白浜の昇竜伝〜ぼくの覚えた太極そのイチ〜（2014年11月23日 - 24日、座・高円寺２）
- ROCK OPERA PRECIOUS STONE（2015年1月24日、新宿村LIVE） - 日替わりゲスト
- 碧のヴォヤージュ（2015年5月13日 - 17日、新宿村LIVE） - ボレロ副船長 役
- 天元突破グレンラガン～炎撃篇 其の弐/其の参～（2015年9月17日 - 22日、シアター1010） - ギミー 役
- 絢爛ベルエポック（2015年12月16日 - 20日、CBGKシブゲキ!!）
- ソウサイノチチル（2016年1月19日 - 24日、下北沢GEKI地下リバティ）
- チェリーボーイズ（2016年4月13日 - 17日、博品館劇場）
- ホス探へようこそ ザ・ファースト（2016年6月22日 - 26日、横浜O-SITE） - 時雨 役
- ホス探へようこそ ザ・セカンド/アンチ・アレス（2016年8月24日 - 28日、横浜O-SITE） - 時雨 役
- LAST MESSAGE（2016年9月7日 - 9日、座・高円寺2） - 蓮 役
- 君死ニタマフ事ナカレ　零（2016年12月21日 - 25日、新宿村LIVE） - ウスキ 役
- ホス探へようこそ ザ・サード（2017年7月5日 - 2017年7月9日、新宿村LIVE） - 時雨 役
- 超体感ステージ『キャプテン翼』[4]（2017年8月18日 - 9月3日、Zeppブルーシアター六本木） - カール・ハインツ・シュナイダー 役
- 生演奏ミュージカル「信長の野望～炎舞～」（2017年12月20日 - 24日、シアター1010） - 豊臣秀吉 役
- 舞台版サトラレ 〜西山幸夫の場合〜（2018年2月28日 - 3月4日、ALTA THEATER） - 西山幸夫 役
- ドリームレスキュー・言うことナース! 〜エピソードゼロだけどぉ〜（2018年7月5日 - 8日、新宿村LIVE） - ドクターXL 役
- 劇団Rexy 第7回公演「黒服ドレッサー」（2018年11月10日、TACCS1179） - ゲスト
- 真・YOSHITSUNE（2019年4月24日 - 28日、CBGKシブゲキ!!） - 吉 役
- ミュージカル「信長〜朧本能寺〜」（2025年6月12日 - 16日、IMAホール） - 豊臣秀吉 役[5]
- 舞台「ぼくらの七日間戦争2025」（2025年8月24日 - 11月9日〈予定〉、東京建物 Brillia HALL 他） - 柿沼直樹 役[6]

### インターネット放送
- KM★TV（2013年10月〜、Ustream・公式EMALFチャンネル内） - レギュラー番組。2013年は日曜22時〜、2014年は月曜21時〜／火曜21時〜、2015年は火曜21時〜の45分。不定期で21時50分〜10分間の「KM★TVユース」放送がある。